# Nokia 6220 Classic
Il Nokia 6220 Classic è uno smartphone con sistema operativo Symbian S60, prodotto dall'azienda finlandese Nokia e immesso nel mercato alla fine del 2008. È stato tra i primi telefonini di Nokia ad avere il flash allo Xeno.

## Caratteristiche
- Tipologia: Smartphone formato Candybar
- Dimensioni (A x L x P): 108 x 46,5 x 15,2 mm
- Massa: 90 g
- Risoluzione display: 240 x 320 pixel a 16 milioni di colori
- Operatività: WCDMA 900/2100 MHz (HSDPA 3.6M/384k); GSM 850/900/1800/1900 MHz (EGPRS Class 11A/32B)
- Sistema operativo: Symbian OS 9.3 Series60 v3.2
- Processore: Architettura ARM 11 (369 MHz)
- Memoria SDRAM: 128 MB
- Memoria utente: 120 Megabyte espandibile con MicroSD fino a 8 Gigabyte
- Batteria: BP-5M ai Polimeri di Litio (Li-Poly) da 900 mAh (3.7V)
- Durata batteria in conversazione: 5 ore in GSM; 2,5 ore in UMTS[1]
- Durata batteria in standby: 300 ore (12,5 giorni) in GSM; 280 ore (11,6 giorni) in UMTS[1]
- Fotocamera: 5.0 megapixel, ottica Carl Zeiss, autofocus e flash allo Xeno
- Fotocamera secondaria per le videochiamate: CIF (CIF+ 384 x 320 pixels)
- Connettività: Bluetooth 2.0 con A2DP; USB (micro USB Micro-B type)
- Posizionamento: GPS; A-GPS; Nokia Maps 2.0 (mappe precaricate sulla MicroSD da 1 GB)
- Altre funzionalità: LED di stato integrato nel pad centrale (standby / chiamate perse / sms ricevuti)
- SAR: 1,08 W/kg (Nokia 6220 Type RM-328)

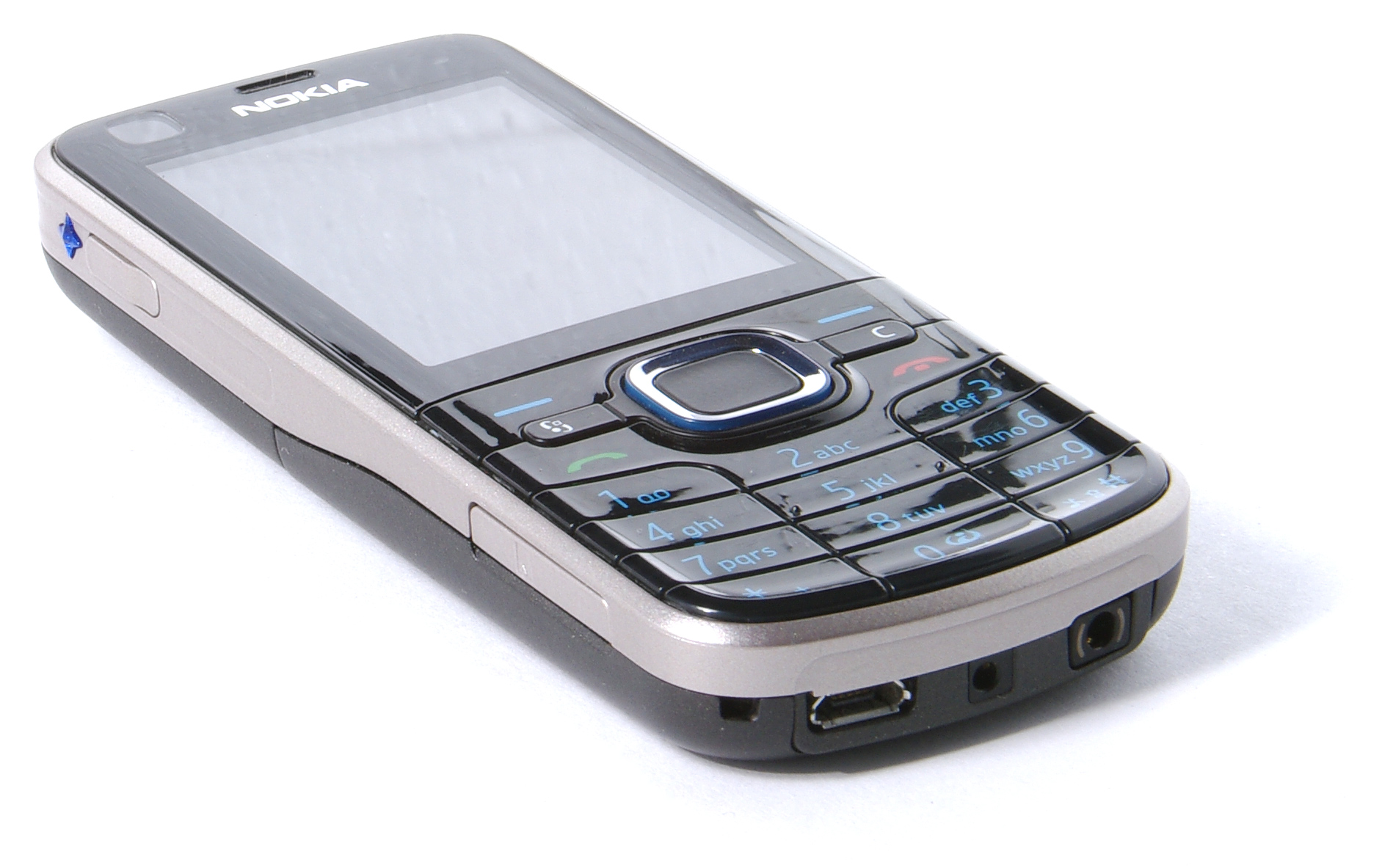
Da questa angolatura si notano il tasto funzione con led blu (che indica Gps attivo), lo slot per la MicroSD, la feritoia del microfono, l'uscita micro USB, l'ingresso per l'alimentazione esterna e il jack cuffie.
(clicca sull'immagine per ingrandire)